# Yama no Susume
Yama no Susume (japanisch ヤマノススメ) ist eine Manga-Serie von Shiro, die seit 2011 in Japan erscheint. Sie handelt von den Wandertouren einer Gruppe Schülerinnen und wurde ab 2013 mehrfach als Anime-Fernsehserie adaptiert. Diese wurde international auch als Encouragement of Climb bekannt.

## Inhalt
Als kleine Mädchen haben Aoi und Hinata gemeinsam von einem hohen Berg aus den Sonnenaufgang beobachtet und sich geschworen, auch in der Zukunft gemeinsam wandern zu gehen. Doch dann trennen sich ihre Wege und als sie sich in der Oberschule wieder begegnen, hat Aoi wegen eines Unfalls Höhenangst und beschäftigt sich lieber allein mit Hobbys zu Hause. Doch Hinata lässt nicht locker und kann sie zu ersten, einfachen Wandertouren überreden. Aoi gewinnt langsam mehr Zuversicht, lernt mit Kaede und Kokona neue Freundinnen kennen und überwindet ihre extreme Schüchternheit und lernt besser mit anderen Menschen umzugehen. Bald gehen die vier Freundinnen gemeinsam auf immer anspruchsvollere Wanderungen und ergänzen sich dabei in ihren Persönlichkeiten und Fähigkeiten.

## Veröffentlichung
Die Serie erscheint seit 2011 im Magazin Comic Earth Star, das seit 2014 nur noch online erscheint. Der Verlag Earth Star Entertainment brachte die Kapitel auch in bisher 15 Sammelbänden heraus. Eine englische Fassung wurde vom mittlerweile eingestellten Online-Magazin JManga herausgegeben.

## Anime-Adaption
Bei Studio 8 bit entstand eine zunächst 12-teilige Anime-Adaption mit 5 Minuten langen Folgen für das japanische Fernsehen. Regie und Drehbuch lagen bei Yusuke Yamamoto. Das Charakterdesign stammt von Yūsuke Matsuo. Die Folgen wurden ab dem 2. Januar von Sun Television ausgestrahlt, mit etwas Verzögerung auch von Tokyo MX und AT-X sowie online bei Niconico.
Eine zweite Staffel mit 24 Folgen entstand 2014 beim gleichen Team, nun mit 15 Minuten Laufzeit je Folge. Der Anime wurde ab Juli 2014 von den Sendern AT-X, Nippon BS, Shizuoka Daiichi Television und Tokyo MX gezeigt sowie bei Niconico. Eine dritte Staffel mit 13 Folgen entstand beim gleichen Team unter Mitwirkung von Kenichi Tajiri als künstlerischem Leiter. Sie wurde vom 2. Juli bis 24. September 2018 veröffentlicht. International werden alle drei Staffeln von der Online-Plattform Crunchyroll verbreitet, unter anderem mit deutschen, englischen, spanischen und portugiesischen Untertiteln.
2017 erschien außerdem ein 26 Minuten langer Kurzfilm unter dem Titel Yama no Susume: Omoide Present (ヤマノススメ おもいでプレゼント) als Original Video Animation.

### Synchronisation
Die Synchronisation entstand im Tonwerk München @Alpha Postproduktion in München. Dialogregie übernahm Leonard Rosemann, für die Dialogbücher waren er und Sólveig Pudelski verantwortlich.
| Rolle  | Japanische Stimme | Deutsche Stimme      |
| ------ | ----------------- | -------------------- |
| Aoi    | Yuka Iguchi       | Lara Wurmer          |
| Hinata | Kana Asumi        | Patricia Strasburger |
| Kaede  | Yōko Hikasa       | Marie-Jeanne Widera  |
| Kokona | Yui Ogura         | Lisa Dzyadyk         |

### Musik
Der Abspann der ersten Staffel ist unterlegt mit dem Lied Staccato Days (スタッカート・デイズ) von Yuka Iguchi und Kana Asumi. Der Vorspann der zweiten Staffel ist zunächst unterlegt mit Natsuiro no Present (夏色のプレゼント) von Yuka Iguchi, Kana Asumi, Yoko Hikasa und Yui Ogura sowie später mit Mainichi Koharu Biyori (毎日コハルビヨリ) von Yuka Iguchi und Kana Asumi. Als Abspannlieder wurden verwendet Tinkling Smile von Yui Ogura, erneut Staccato Days von Yuka Iguchi und Kana Asumi – das auch innerhalb einer Folge zu hören ist – und Cocoiro Rainbow von Kyōko Narumi.
Der Abspann der OVA wurde mit dem Lied Omoide Creators (おもいでクリエイターズ) von Yuka Iguchi und Kana Asumi unterlegt. Die dritte Staffel hat das Vorspannlied Chiheisen Stride Yuka Iguchi, Kana Asumi, Yōko Hikasa und Yui Ogura und den Abspanntitel Irochigai no Tsubasa von Yuka Iguchi und Kana Asumi.